# Penacho de Moctezuma
Se conoce como Penacho de Moctezuma a un quetzalapanecáyotl o tocado de plumas de quetzal engarzadas en oro que actualmente se encuentra en el Museo de Etnología de Viena, en Austria, que según la tradición popular pudo pertenecer al tlatoani Moctezuma Xocoyotzin (1466-1520), aunque no hay certeza histórica de ello, ni autenticidad de su antigüedad. Incluso que sea un atavío para la cabeza ha sido cuestionado. A lo largo de varios siglos, la pieza ha cambiado de dueños en varias ocasiones hasta parar en Viena, Austria. Durante el siglo XX, fue parte de una campaña promovida desde el gobierno mexicano para exaltarla como una pieza que debe ser devuelta a México.

## Descripción

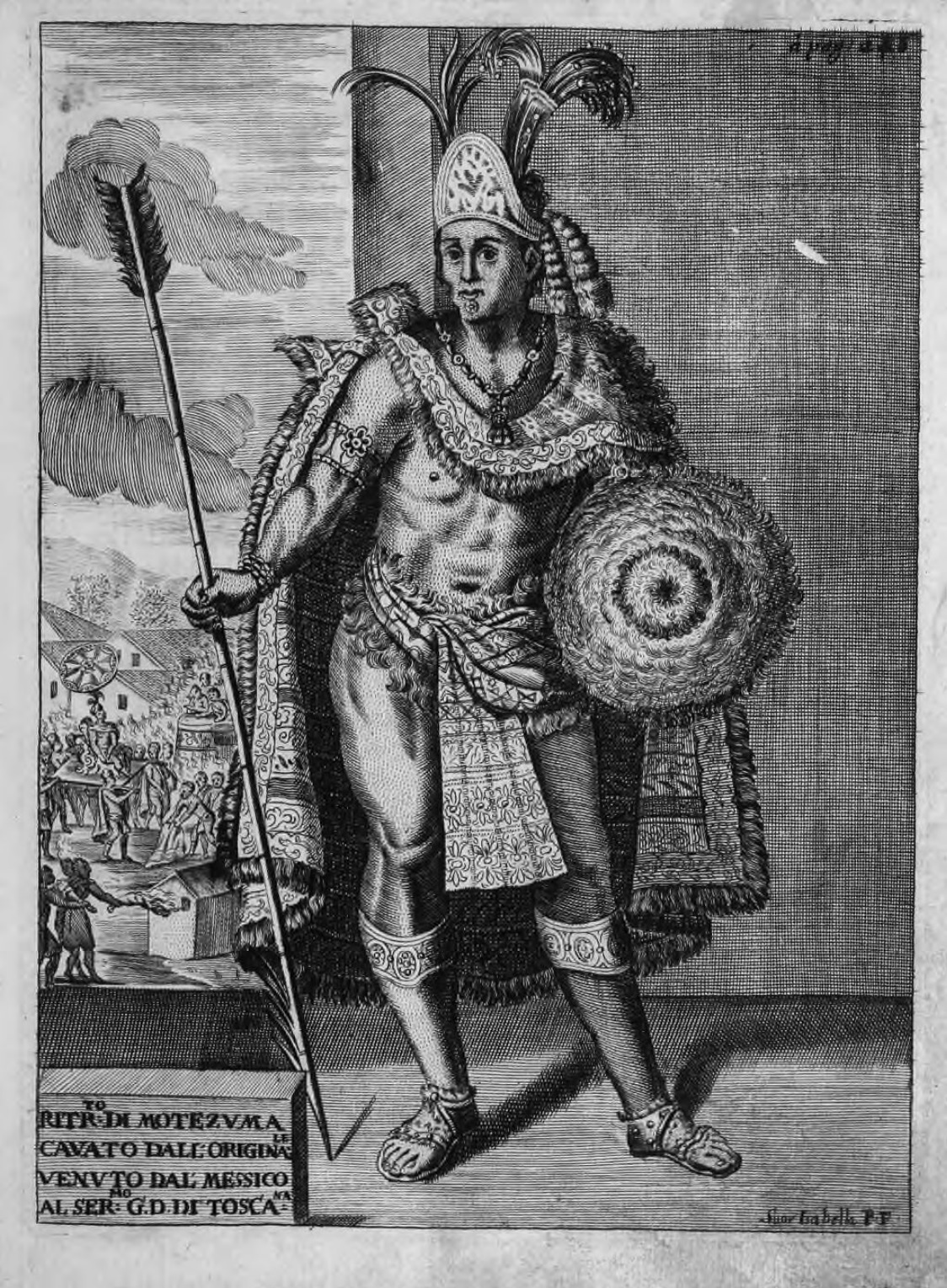
Una imagen de Moctezuma II con un tocado diferente al denominado Penacho de Moctezuma Xocoyotzin.

El penacho es en realidad un quetzalapanecáyotl, una obra de los amantecas o artistas mexicas especialistas en la creación de objetos con plumas. Tiene una altura de 116 cm y un diámetro de 175 cm. El centro del penacho está hecho con plumas azules del ave xiuh totol, y tejuelos de oro en forma de medias lunas con piedras preciosas. Sigue una zona rosa de plumas de tlauquechol y otra zona de plumas marrones de cuclillo, de donde sale una hilera de plumas verdes de quetzal, algunas de hasta 55 cm de largo. Sigue otra zona también de plumas de quetzal. En total tiene más de 222 plumas de quetzal. A pesar de que en la actualidad está muy deteriorado, su valor estimado por el gobierno austriaco es de 50 millones de dólares.
A finales del siglo XIX varios investigadores europeos, como Hochstetter y Eduard Seler se interesaron por la pieza. La identificación como quetzalapanecáyotl se debe a la antropóloga estadounidense Zelia Nuttall. El penacho fue depositado en el Museo Etnográfico de Viena de nuevo después de la Segunda Guerra Mundial, junto con otros objetos prehispánicos, que se han identificado con objetos litúrgicos del culto a Quetzalcóatl y Ehécatl.

## Teoría de su estancia en Europa

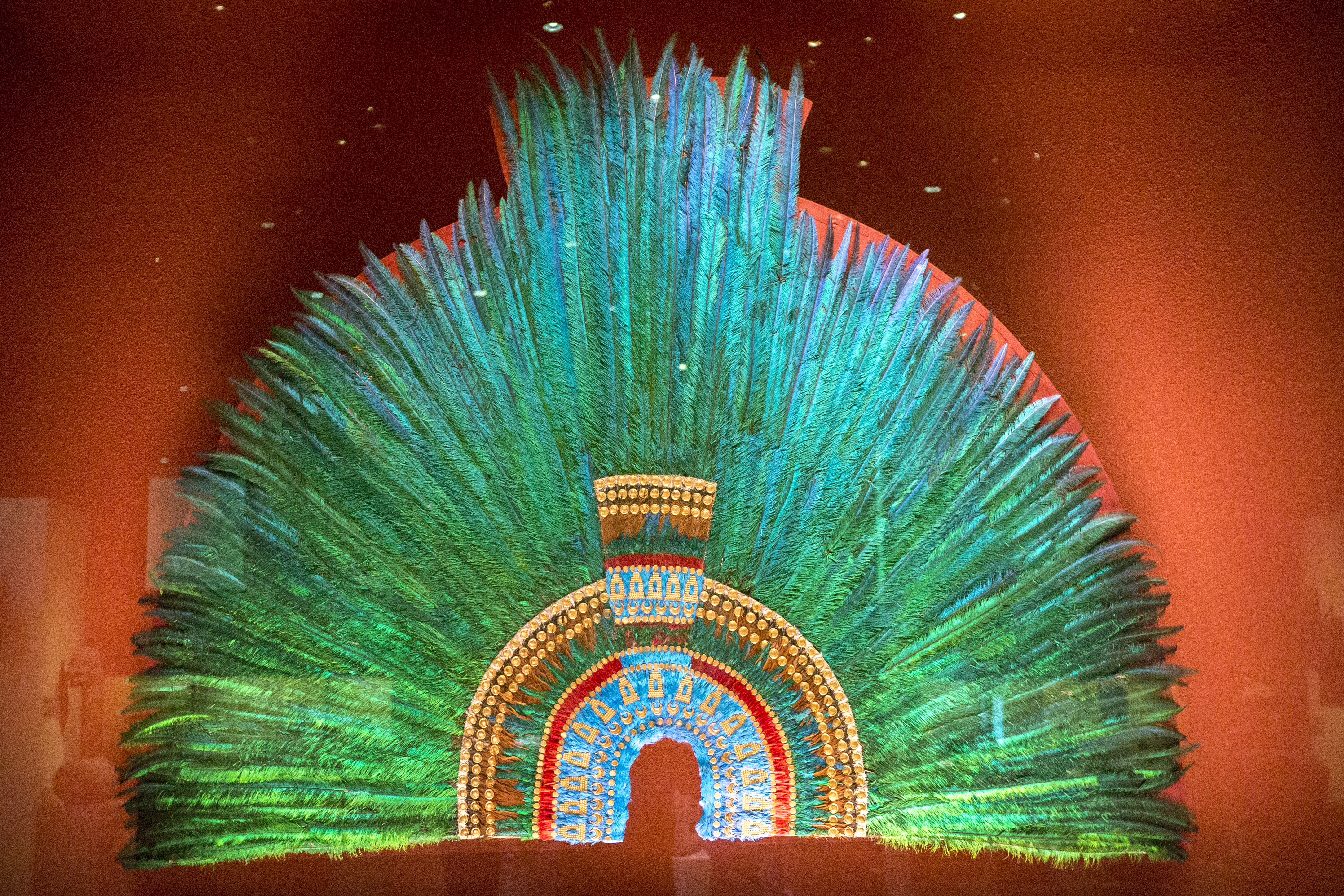
Copia del Penacho de plumas atribuido a Moctezuma, en el Museo Nacional de Antropología (México).

La historiadora e investigadora alemana mexicana Carmen Cook de Leonard afirmó que esta pieza es solo uno de muchos penachos que poseía Moctezuma y no se trata de una pieza única e irreemplazable. Moctezuma poseía muchas riquezas y utilizaba diferentes ornamentos como este. Según esta teoría, Hernán Cortés entabló conversaciones con Moctezuma, incitándolo a convertirse a la religión católica monoteísta y a ser vasallo del rey Carlos I.  Esto concienció a Moctezuma de la guerra que se aproximaba y probablemente para comprar tiempo para organizarse dio a Cortés en conjunto con otras 158 piezas este penacho, en forma de regalo para su rey, Carlos I. Así, estas piezas fueron inventariadas y enviadas a Europa, a Alemania, donde en ese momento residía el rey. La pieza fue olvidada y muchos años después fue descubierta, restaurada y utilizada como símbolo del Museo de Etnología de Viena.

## Futuro
En el 1980, el dramaturgo mexicano Guillermo Schmidhuber de la Mora escribió El robo del penacho de Moctezuma, imaginando un robo efectuado por tres estudiantes y la parca reacción del pueblo mexicano. Fue estrenada por PROTEAC de Monterrey, México, con la dirección de Rogelio Villarreal y la coordinación general de Luis Martín.
A pesar de haber sido solicitado por el gobierno de México, incluso llegando a proponer un trueque por la carroza dorada del emperador Maximiliano de Habsburgo localizada en el Museo Nacional de Historia del Castillo de Chapultepec, no ha sido posible concretar una negociación. Sin embargo científicos de ambos países han confirmado que con la tecnología actual cualquier tipo de transporte del penacho provocaría vibraciones que lo dañarían grave e irreversiblemente.
En el 2020, el gobierno mexicano volvió a solicitar el envío del penacho de Austria a México, con motivo de la celebración, en el 2021, del quinto centenario de la rendición de Cuauhtémoc y la ciudad de Tenochtitlan ante Hernán Cortés.
En el 2024, la jurista Catharine Titi, experta en materia de restitución del patrimonio cultural, argumentó a favor de devolver el penacho a México.

## Patrimonios mexicanos en museos extranjeros
Así como el penacho de Moctezuma existen otros patrimonios que se encuentran fuera del país, ubicados en su mayoría en museos europeos, tales como la veintena de códices prehispánicos ubicados en bibliotecas europeas y una serie de bienes que han retornado a México producto de algunos convenios entre gobiernos como el Códice Aubin; como fue la devolución del Códice de la Cruz-Badiano, por parte del Estado Vaticano durante el papado de Juan Pablo II.